# Chromadorita dimeris
Chromadorita dimeris is een rondwormensoort uit de familie van de Chromadoridae. De wetenschappelijke naam van de soort is voor het eerst geldig gepubliceerd in 1993 door Bussau.